# Hákon Rafn Valdimarsson
Hákon Rafn Valdimarsson (Reykjavík, 13 ottobre 2001) è un calciatore islandese, portiere del Brentford e della Nazionale islandese.

## Carriera

### Club

#### Inizi
Dopo aver giocato fuori dai pali nelle giovanili del KR Reykjavík, nel Grótta è stato spostato in porta due anni dopo il suo arrivo nel 2015. Ha fatto il suo debutto fra i professionisti nell'ultima partita della stagione 2017 di 1. deild quando il suo club già retrocesso ha perso 2-1 contro il Leiknir. Hákon ha poi giocato 15 partite su 22 nel 2. deild nella stagione seguente ottenendo la promozione in seconda divisione. L'anno successivo ha ottenuto un'ulteriore promozione e nel 2020 ha debuttato in Úrvalsdeild.

#### Elfsborg
Il 30 aprile 2021 è stato acquistato dall'Elfsborg a partire dall'estate successiva. Ha debuttato il 1º ottobre 2021 contro l'IFK Göteborg in Allsvenskan. Il 18 gennaio 2022 ha prolungato il contratto fino al 2026. Nel corso dell'Allsvenskan 2022, intorno a metà campionato, ha cominciato a imporsi nell'undici titolare del tecnico Jimmy Thelin a discapito del collega di reparto Tim Rönning. Nel 2023 è stato tra i protagonisti di una grande stagione per l'Elfsborg, che ha visto la squadra lottare per il titolo nazionale poi perso solo all'ultima giornata. A livello personale, Valdimarsson è stato eletto miglior portiere dell'intera Allsvenskan 2023.

#### Brentford
Prima dell'inizio del campionato svedese 2024, più precisamente il 26 gennaio 2024, l'Elfsborg ha comunicato la cessione di Valdimarsson al Brentford, militante in Premier League.
Esordisce con gli inglesi il 28 agosto 2024 nella vittoria per 0-1 in trasferta in Coppa di Lega contro il Colchester Utd. Il 27 dicembre seguente esordisce in Premier League nel pareggio esterno contro il Brighton. Il 2 febbraio 2025 parte per la prima volta da titolare in campionato nella sconfitta interna contro il Tottenham (0-2).

### Nazionale
Ha giocato nelle nazionali giovanili islandesi Under-18 ed Under-19.
Il 18 marzo 2021 è stato incluso nella lista dei 23 giocatori convocati per disputare il Campionato europeo di calcio Under-21 2021.
Il 12 novembre 2021 ha ricevuto la prima convocazione con la Nazionale islandese in sostituzione dell'infortunato Arnór Sigurðsson. Ha esordito il 12 gennaio 2022, in una partita amichevole contro l'Uganda.

## Statistiche

### Presenze e reti nei club
Statistiche aggiornate al 19 giugno 2023.
| Stagione        | Squadra         | Campionato      | Campionato | Campionato | Coppe nazionali | Coppe nazionali | Coppe nazionali | Coppe continentali | Coppe continentali | Coppe continentali | Altre coppe | Altre coppe | Altre coppe | Totale | Totale | Totale |
| Stagione        | Squadra         | Comp            | Pres       | Reti       | Comp            | Pres            | Reti            | Comp               | Pres               | Reti               | Comp        | Pres        | Reti        | Pres   | Reti   |        |
| --------------- | --------------- | --------------- | ---------- | ---------- | --------------- | --------------- | --------------- | ------------------ | ------------------ | ------------------ | ----------- | ----------- | ----------- | ------ | ------ | ------ |
| 2017            | Grótta          | 1D              | 1          | -2         | CI+CdL          | 0+2             | -6              |                    | -                  | -                  |             | -           | -           | 3      | -8     |        |
| 2019            | Grótta          | 1D              | 22         | -31        | CI+CdL          | 0+3             | -11             |                    | -                  | -                  |             | -           | -           | 25     | -42    |        |
| 2020            | Grótta          | UD              | 18         | -43        | CI+CdL          | 2+3             | -3; -4          |                    | -                  | -                  |             | -           | -           | 23     | -50    |        |
| 2021            | Grótta          | 1D              | 9          | -15        | CI+CdL          | 3               | -7              |                    | -                  | -                  |             | -           | -           | 12     | -22    |        |
| Totale Grótta   | Totale Grótta   | Totale Grótta   | 50         | -91        |                 | 13              | -31             |                    | -                  | -                  |             | -           | -           | 63     | -122   |        |
| 2021            | Elfsborg        | A               | 5          | -4         | CS              | 0               | 0               |                    | -                  | -                  |             | -           | -           | 5      | -4     |        |
| 2022            | Elfsborg        | A               | 14         | -13        | CS              | 1               | -1              | UECL               | 0                  | 0                  |             | -           | -           | 15     | -14    |        |
| 2023            | Elfsborg        | A               | 16         | -11        | CS              | 0               | 0               | UECL               | 0                  | 0                  |             | -           | -           | 16     | -11    |        |
| Totale Elfsborg | Totale Elfsborg | Totale Elfsborg | 35         | -28        |                 | 1               | -1              |                    | 0                  | 0                  |             | -           | -           | 36     | -29    |        |
| Totale carriera | Totale carriera | Totale carriera | 85         | -119       |                 | 14              | -32             |                    | -                  | -                  |             | -           | -           | 99     | -151   |        |

### Cronologia presenze e reti in nazionale
| Cronologia completa delle presenze e delle reti in nazionale ― Islanda | Cronologia completa delle presenze e delle reti in nazionale ― Islanda | Cronologia completa delle presenze e delle reti in nazionale ― Islanda | Cronologia completa delle presenze e delle reti in nazionale ― Islanda | Cronologia completa delle presenze e delle reti in nazionale ― Islanda | Cronologia completa delle presenze e delle reti in nazionale ― Islanda | Cronologia completa delle presenze e delle reti in nazionale ― Islanda | Cronologia completa delle presenze e delle reti in nazionale ― Islanda |
| Data                                                                   | Città                                                                  | In casa                                                                | Risultato                                                              | Ospiti                                                                 | Competizione                                                           | Reti                                                                   | Note                                                                   |
| ---------------------------------------------------------------------- | ---------------------------------------------------------------------- | ---------------------------------------------------------------------- | ---------------------------------------------------------------------- | ---------------------------------------------------------------------- | ---------------------------------------------------------------------- | ---------------------------------------------------------------------- | ---------------------------------------------------------------------- |
| 12-1-2022                                                              | Adalia                                                                 | Islanda                                                                | 1 – 1                                                                  | Uganda                                                                 | Amichevole                                                             | -                                                                      | 46’                                                                    |
| 15-1-2022                                                              | Adalia                                                                 | Islanda                                                                | 1 – 5                                                                  | Corea del Sud                                                          | Amichevole                                                             | -5                                                                     |                                                                        |
| 6-11-2022                                                              | Abu Dhabi                                                              | Arabia Saudita                                                         | 1 – 0                                                                  | Islanda                                                                | Amichevole                                                             | -1                                                                     |                                                                        |
| 12-1-2023                                                              | Faro                                                                   | Svezia                                                                 | 2 – 1                                                                  | Islanda                                                                | Amichevole                                                             | -2                                                                     | 61’                                                                    |
| 19-11-2023                                                             | Lisbona                                                                | Portogallo                                                             | 2 – 0                                                                  | Islanda                                                                | Qual. Euro 2024                                                        | -2                                                                     |                                                                        |
| 13-1-2024                                                              | Fort Lauderdale                                                        | Guatemala                                                              | 0 – 1                                                                  | Islanda                                                                | Amichevole                                                             | -                                                                      |                                                                        |
| 17-1-2024                                                              | Fort Lauderdale                                                        | Honduras                                                               | 0 – 2                                                                  | Islanda                                                                | Amichevole                                                             | -                                                                      | 46’                                                                    |
| 21-3-2024                                                              | Budapest                                                               | Israele                                                                | 1 – 4                                                                  | Islanda                                                                | Qual. Euro 2024                                                        | -1                                                                     |                                                                        |
| 26-3-2024                                                              | Breslavia                                                              | Ucraina                                                                | 2 – 1                                                                  | Islanda                                                                | Qual. Euro 2024                                                        | -2                                                                     |                                                                        |
| 7-6-2024                                                               | Londra                                                                 | Inghilterra                                                            | 0 – 1                                                                  | Islanda                                                                | Amichevole                                                             | -                                                                      |                                                                        |
| 10-6-2024                                                              | Rotterdam                                                              | Paesi Bassi                                                            | 4 – 0                                                                  | Islanda                                                                | Amichevole                                                             | -4                                                                     |                                                                        |
| 6-9-2024                                                               | Reykjavík                                                              | Islanda                                                                | 2 – 0                                                                  | Montenegro                                                             | UEFA Nations League 2024-2025 - 1º turno                               | -                                                                      |                                                                        |
| 9-9-2024                                                               | Smirne                                                                 | Turchia                                                                | 3 – 1                                                                  | Islanda                                                                | UEFA Nations League 2024-2025 - 1º turno                               | -3                                                                     |                                                                        |
| 11-10-2024                                                             | Reykjavík                                                              | Islanda                                                                | 2 – 2                                                                  | Galles                                                                 | UEFA Nations League 2024-2025 - 1º turno                               | -2                                                                     |                                                                        |
| 14-10-2024                                                             | Reykjavík                                                              | Islanda                                                                | 2 – 4                                                                  | Turchia                                                                | UEFA Nations League 2024-2025 - 1º turno                               | -4                                                                     |                                                                        |
| 16-11-2024                                                             | Nikšić                                                                 | Montenegro                                                             | 0 – 2                                                                  | Islanda                                                                | UEFA Nations League 2024-2025 - 1º turno                               | -                                                                      |                                                                        |
| 19-11-2024                                                             | Cardiff                                                                | Galles                                                                 | 4 – 1                                                                  | Islanda                                                                | UEFA Nations League 2024-2025 - 1º turno                               | -4                                                                     |                                                                        |
| 20-3-2025                                                              | Pristina                                                               | Kosovo                                                                 | 2 – 1                                                                  | Islanda                                                                | UEFA Nations League 2024-2025 - Play-off                               | -2                                                                     |                                                                        |
| 23-3-2025                                                              | Murcia                                                                 | Islanda                                                                | 1 – 3                                                                  | Kosovo                                                                 | UEFA Nations League 2024-2025 - Play-off                               | -3                                                                     |                                                                        |
| 10-6-2025                                                              | Belfast                                                                | Irlanda del Nord                                                       | 1 – 0                                                                  | Islanda                                                                | Amichevole                                                             | -1                                                                     |                                                                        |
| Totale                                                                 |                                                                        | Presenze                                                               | 20                                                                     |                                                                        | Reti                                                                   | -36                                                                    |                                                                        |